# Christopher Robin Milne
Christopher Robin Milne (Londres, 21 de agosto de 1920 - Devon, 20 de abril de 1996) foi um livreiro inglês e o único filho do autor AA Milne. Quando criança, foi a inspiração da personagem de  Christopher Robin nas histórias de Winnie-the-Pooh do seu pai e em dois livros de poemas. 

## Primeiros anos
Christopher Robin Milne nasceu no número 11 da Mallord Street no bairro de Chelsea, em Londres, no dia 21 de agosto de 1920, filho do escritor Alan Alexander Milne e de Daphne (nome de solteira Sélincourt) Milne. Christopher foi criado desde muito cedo pela sua ama, Olive Brockwell, até maio de 1930, quando entrou num internato. Christopher chamava-a Nou e afirmou: "Para além da sua quinzena de férias em setembro, nunca saíamos da vista um do outro por mais do que algumas horas seguidas" e "vivíamos juntos num grande quarto de criança no andar de cima".
O pai de Christopher explicou que, se ele tivesse nascido menina, teria-se chamado Rosemary. Quando descobriu que ia ter um rapaz, ele decidiu chamá-lo de Billy, mas sem ter a intenção de o registar como William. Em vez disso, cada um dos seus pais escolheu um nome, daí o seu nome legal de Christopher Robin. A família chamava-o de Billy Moon, uma combinação da sua alcunha e da forma como ele dizia mal o seu apelido em criança. A partir de 1929, ele seria chamado simplesmente de Christopher, e mais tarde afirmou que era "o único nome que sinto ser realmente meu".

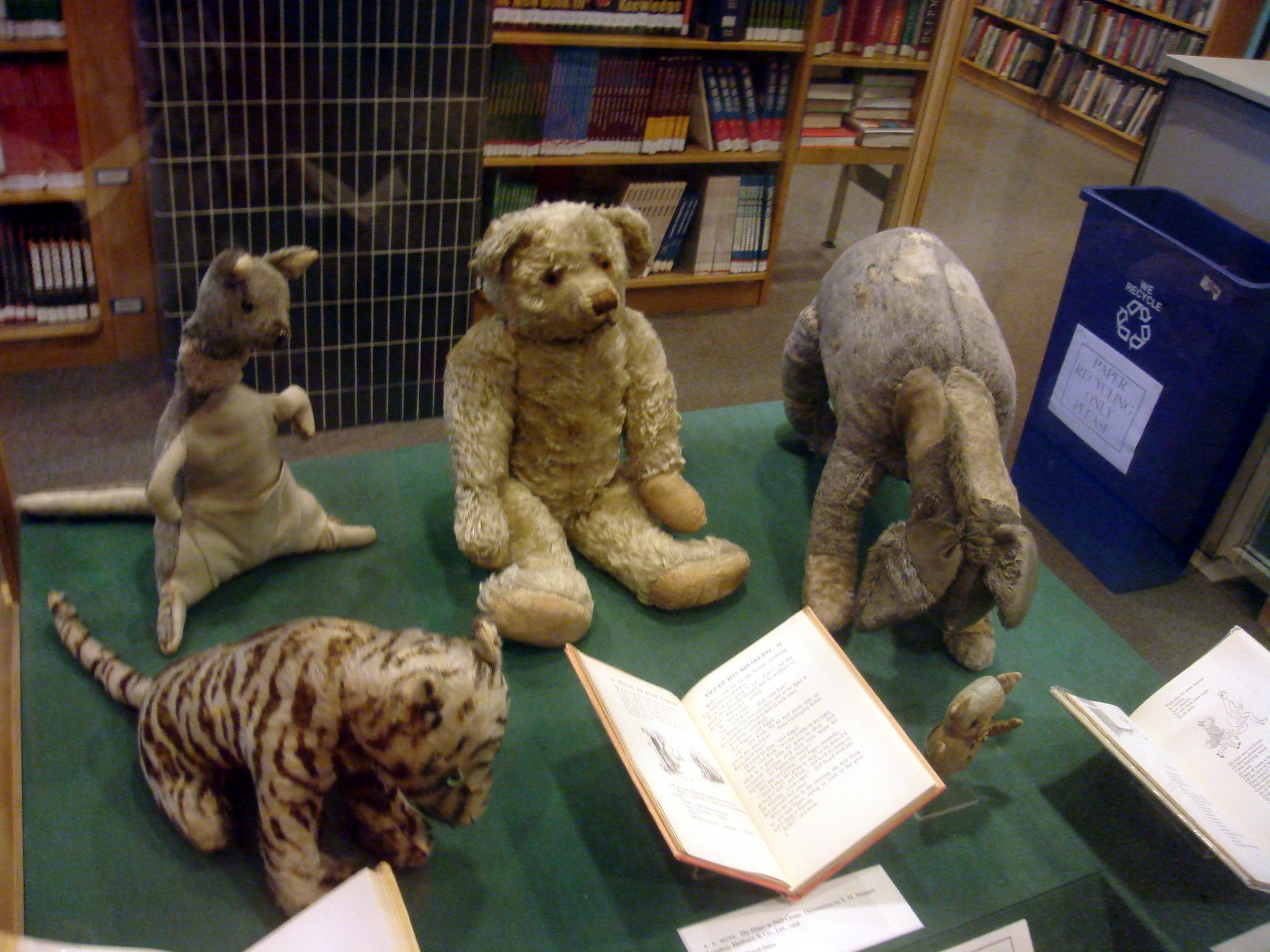
Os verdadeiros brinquedos de peluche de Christopher Robin Milne e apresentados nas histórias de Winnie-thePooh. Eles estão em exibição na Biblioteca Pública de Nova Iorque desde 1987, com a exceção de Roo, que se perdeu quando Milne era muito jovem. De acordo com o site da Biblioteca Pública de Nova Iorque, os objetos estão em exibição no Children's Center na 42nd Street, no "ramo principal" da biblioteca (o edifício Stephen A. Schwarzman na Quinta Avenida e na 42nd Street) desde o início de 2009.

No seu primeiro aniversário, Christopher recebeu um ursinho de pelúcia da Alpha Farnell, que mais tarde chamou de Edward . Esse urso, juntamente com um urso canadiano verdadeiro chamado Winnipeg, que Christopher viu no jardim zoológico de Londres, acabaram por se tornar na inspiração para o personagem Winnie the Pooh . 
Christopher falou de forma depreciativa de seu próprio intelecto: "Acho que era um pouco obtuso" ou "não muito inteligente". Ele também se descreveu a si próprio como "bom com as suas mãos" e tinha um jogo Meccano. A sua auto-descrição também diz que era "feminino" porque tinha cabelo comprido e usava "roupas mais femininas" e também que era "muito tímido e tinha muito pouca confiança".
Em 1925, o pai de Milne comprou a propriedade Cotchford Farm perto da Floresta de Ashdown em East Sussex. Apesar de a família continuar a viver em Londres, passava os fins de semana, a Páscoa e as férias de verão lá. Como Milne a descreveu: "Então, ali estávamos em 1925 com uma casa de campo e um pouco de jardim, muita selva, dois campos, um rio e depois todo aquele campo verde e com colinas atrás, prados e florestas a explorar". Aquele local tornou-se numa inspiração para trabalhos de ficção, tendo Milne dito: "O Gill's Lap inspirou o Galleon's Lap, o conjunto de pinheiros do outro lado da estrada principal tornou-se no Six Pine Trees, a ponte sobre o rio em Posingford tornou-se na Pooh-sticks Bridge", e uma nogueira antiga tornou-se na Casa do Pooh. Os seus brinquedos, Pooh, Eeyore, Piglet e duas personagens inventadas, Owl e Rabbit, foram criadas graças a Milne e à sua mãe e o seu pai escrevia histórias sobre elas. Os peluches Kanga e Tigger foram posteriormente oferecidos a Milne pelos seus pais.
Sobre esta época, Milne disse: "Adorava a minha Ama, adorava Cotchford e também gostava muito de ser o Christopher Robin e de ser famoso".
A relação de Milne com o seu pai ficou mais próxima após a ama ter deixado a família quando Milne tinha 9 anos. Como o próprio disse: "Durante quase dez anos, tinha-me apegado muito à Ama. E durante os quase dez anos seguintes apeguei-me muito a ele e adorava-o como tinha adorado a Ama, por isso ele também quase se tornou numa parte de mim...".
Quando Milne escreveu a sua autobiografia, dedicou-a a Olive Brockwell, "Alice para milhões, mas Nou para mim".

### Educação
Aos 6 anos de idade, Milne começou a frequentar a escola Miss Walters. Em 15 de janeiro de 1929, começou a estudar Gibbs, uma escola exclusivamente masculina em Sloane Square, Londres. Em maio de 1930, ingressou no internato Boxgrove School perto de Guildford. Sobre esta altura no internato Milne disse: "Foi nessa altura que começou a minha relação de amor-ódio com o meu homólogo fictício que se mantém até hoje". Os livros do seu pai eram bastante conhecidos entre os seus colegas, o que levou a que Milne fosse alvo de bullying. Posteriormente, Milne descreveu o poema "Vespers", sobre quando Christopher Robin dizia as suas orações antes de ir dormir quando era uma criança pequena, como "a obra que ao longo dos anos mais me fez encolher os meus dedos, cerrar os punhos e morder o lábio com vergonha".
Milne conseguiu uma bolsa de estudos de Matemática para a Stowe School e mais tarde para a Trinity College da Universidade de Cambridge em 1939.

## Vida adulta

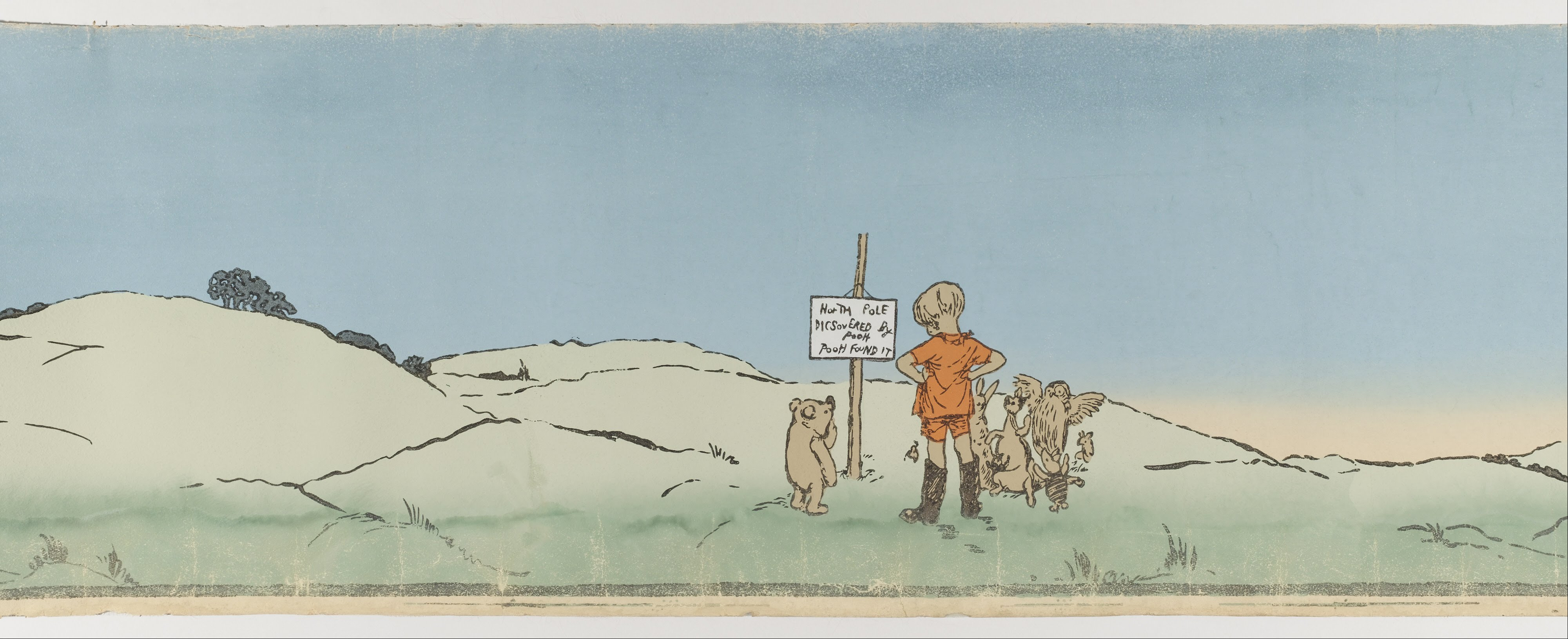
Ilustração de Winnie the Pooh

Quando a Segunda Guerra Mundial eclodiu, Milne abandonou os estudos para se juntar ao exército, mas não passou no exame médico. O seu pai usou a sua influência para lhe conseguir uma posição como sapador no segundo batalhão de treino dos Engenheiros Reais. Ele foi destacado em julho de 1942 e enviado para o Médio Oriente e para a Itália, onde foi ferido no ano seguinte. Depois da guerra, Milne retomou os seus estudos na Universidade de Cambridge e formou-se em Literatura Inglesa.
Em 11 de abril de 1948, Milne ficou noivo de Lesley de Sélincourt, uma prima do lado da sua mãe, e casou-se em 24 de julho de 1948. Em 1951, ele e a sua mulher mudaram-se para Dartmouth, perto de Devon, e abriram uma livraria em agosto desse ano. A livraria acabou por ter bastante sucesso, apesar de a sua mãe considerar a decisão de a abrir estranha, uma vez que Milne parecia não gostar dessa área e teria de conhecer fãs da série Winnie the Pooh regularmente.
Milne visitava ocasionalmente o seu pai quando este ficou doente. Após a morte do pai, Milne nunca mais regressou a Cotchford Farm. A sua mãe acabou por vender a quinta e regressou a Londres, depois de ter distribuído os bens pessoais do marido. Milne, que nunca quis receber o dinheiro dos direitos de autor do seu pai, decidiu escrever um livro sobre a sua infância. Sobre este livro, intitulado The Enchanted Places, Milne disse: "... ajudou a libertar-me da sombra do meu pai e do Christopher Robin e, para minha surpresa e alegria, dei por mim ao seu lado, ao sol e capaz de os olhar a ambos nos olhos".
Após a morte do marido, Daphne Milne teve pouco contacto com o filho e não o viu durante os últimos 15 anos da sua vida, recusando-se ainda vê-lo quando estava a morrer.
Alguns meses depois da morte do seu pai, Christopher Milne teve uma filha, Clare, que nasceu com paralisia cerebral.
Milne doou as pelúcias que inspiraram as personagens de Winnie the Pooh ao editor dos livros que, por sua vez, os doou à Biblioteca Pública de Nova Iorque.

### Morte
Milne viveu alguns anos com miastenia gravis, uma doença auto-imune e morreu durante o sono em 20 de abril de 1996 em Totnes, Devon, com 75 anos. Após a sua morte, um jornal descreveu-o como um "ateu dedicado".